# Űrszelvény

A nemzetközi rakszelvény (1), az "A_{v}" (villamos üzemű vonal) űrszelvény (2) és az "A_{v}" szabadon tartandó tér (3) egymásra vetítve

Az űrszelvény a vágány mentén a vasúti járművek és a rajtuk lévő rakományok akadálytalan áthaladásához szükséges tér vágánytengelyre merőleges, ívben fekvő vágányoknál sugárirányú keresztmetszete.

## Űrszelvény
Az űrszelvénybe semmiféle ideiglenes vagy végleges létesítmény nem nyúlhat be, kivéve a járműveket érintő műveletekre épített szerkezeteket (például mosóberendezés, lefejtő, rakodó, fékező stb.). Az űrszelvény méreteit nemzetközileg határozzák meg, a jelenlegi előírások alapján jellemzően 4000 mm széles, nem villamosított vonalakon 4850 mm, villamosított vonalakon 5000 mm magas a sínfej felső felületének (sínkorona) tetején lévő futófelülettől számítva.

### Alapűrszelvény
A legkisebb szelvény, ami a járművek akadálytalan áthaladásához elméletileg szükséges.

### Szabad űrszelvény
A megvalósult, illetve meglévő állapot szerinti szabad tér keresztmetszeti területe.

## Szabadon tartandó tér
A vágányok melletti építmények elhelyezésénél figyelembe veendő szelvény. Szabadon tartandó teret kell biztosítani hidaknál, felüljáróknál, peronoknál, rakodóknál, jelzőknél, térvilágításoknál, korlátok és kerítéseknél stb.

## Ívpótlék
A hosszabb vasúti járművek íves vágányszakaszokban haladásakor a jármű forgózsámolyok közötti része az ív belső oldalán belóg, a forgózsámolyokon túli részei pedig az ív külső oldalán kilóg, az ott lévő létesítmények akadályt jelenthetnek. Ezért az űrszelvény és szabadon tartandó tér méreteit az úgynevezett ívpótlékkal, az ívsugár arányában, oldalirányban megnövelik. Az így növelt űrszelvényt nevezik bővített űrszelvénynek.

## Szerkesztési vagy rakszelvény

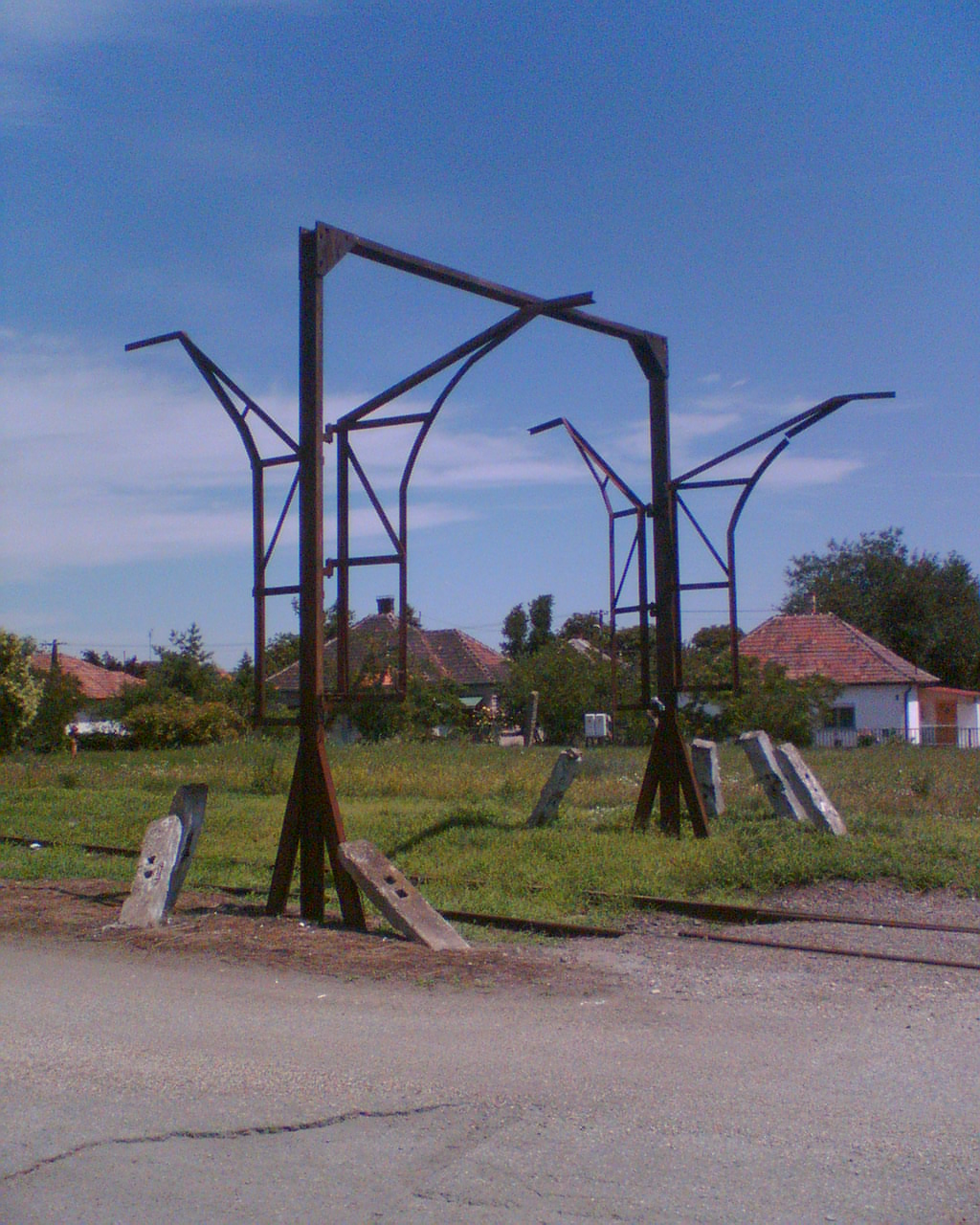
Nemzetközi (a kép jobb oldala felé nyíló szárnyak) és belföldi (a kép bal oldala felé nyíló szárnyak) „rakminta”

Szerkesztési vagy rakszelvény a járművek, valamint a rakományaik által elfoglalható keresztmetszeti terület, egyben alapja a járművek tervezésének és a rakományaik szélső határainak.
A szerkesztési vagy rakszelvény méreteit nemzetközileg is szabályozzák, így biztosítva, hogy a vasúti járművek más országok, illetve más vasutak vonalain egyaránt akadálytalanul közlekedjenek.
Megrakott vasúti kocsi rakományának méreteit úgy ellenőrzik, hogy úgynevezett „rakminta” alá tolják, ami a rakszelvény határvonalait és töréspontjait adja meg.

## Elsodrási határ
A nagy sebességgel közlekedő vonatok által keltett erős légáramlás a pálya mentén álló, vagy mozgó személyeket magával ragadhatja. Olyan vágányok mentén, ahol rendszeresen tartózkodnak utasok, kijelölik azt a vágánytengelytől mért távolságot, ahol az elsodró hatás már nem érvényesül.

## Üzemi közlekedési tér
Tolatásnál, rakodásnál a munkát végző személyek részére szükséges, elsodrási határon kívüli tér.